# Cuenca minera de Tharsis-La Zarza
La cuenca minera de Tharsis-La Zarza, conocida coloquialmente como las minas de Tharsis, es un área minera española ubicada en la provincia de Huelva. Tiene sus principales núcleos en los municipios de Alosno, Calañas, Cerro de Andévalo y La Zarza-Perrunal. La cuenca forma parte de la llamada Faja pirítica ibérica.
Históricamente esta zona ha sido explotada con fines mineros, llegando a articularse un importante complejo de carácter minero-industrial. Hay constancia material y arqueológica de actividades mineras a lo largo de varias épocas de la Antigüedad, en especial durante el período romano. No obstante, el cénit de la explotación se alcanzó en el transcurso de los siglos XIX y XX bajo gestión de la británica Tharsis Sulphur and Copper Company Limited, que introdujo métodos modernos de extracción e inició la explotación de los yacimientos a cielo abierto mediante el sistema de «cortas». Durante ese período también se levantaron importantes instalaciones industriales, líneas de ferrocarril, poblados mineros, etc. Las minas de Tharsis han sido consideradas como las segundas más importantes de la provincia de Huelva tras las de Riotinto.
Como resultado de las actividades que se han desarrollado durante la Edad Contemporánea, existe un amplio patrimonio de carácter histórico e industrial, en especial el que está ligado a la etapa de explotación británica. Debido a ello, en las últimas décadas se han puesto en marcha diversas iniciativas de cara a su preservación y empleo con fines turísticos. En 2014 la cuenca minera de Tharsis-La Zarza fue declarada Bien de Interés Cultural con la categoría de zona patrimonial.

## Características
La cuenca minera de Tharsis-La Zarza se encuentra situada al este de la provincia de Huelva, dentro de los límites de la comarca del Andévalo, extendiéndose hasta los estuarios de los ríos Odiel y Tinto. La cuenca de Tharsis ha sido considerada uno de los distritos mineros más representativos de la faja pirítica ibérica, de la cual forma parte, y constituye una de la zonas mineras situadas más al oeste dentro de todo el conjunto de minas de la Sierra Morena. A lo largo de su historia la principal actividad ha estado dedicada a la extracción, transformación y transporte de la pirita (hierro, cobre y azufre). En época contemporánea, los principales centros mineros de la cuenca fueron «Tharsis» y «La Zarza», situados ambos dentro de los términos municipales de Alosno y Calañas, respectivamente. En el caso del primero, esta abarcaba las explotaciones de Filón Sur, Filón Norte, Filón Centro, Esperanza, Sierra Bullones o Lagunazo, mientras que el segundo abarcaba los yacimientos de La Zarza y Perrunal.
Dentro del distrito minero de Tharsis consta la existencia de hasta dieciséis masas de sulfuros masivos, de entre las cuales sobresalen «Filón Norte», «San Guillermo», «Sierra Bullones» y «Poca Pringue» en la parte norte; «Filón Centro», «Filón Sur», «Esperanza» y «Prado Vicioso» en el área central; «Vulcano», «Almagrera» y «La Lapilla» en la parte meridional. Cabe señalar que las masas de Lagunazo y Pozo San Jorge han estado muy asociadas al distrito de Tharsis, si bien desde un punto de vista técnico no forman parte de este. La pirita cruda constituye el principal producto de la explotación, aunque históricamente también se han obtenido azufre, cobre, oro y plata. Los metales preciosos se extraían de las monteras de gossan, mientras que el azufre procedía de la mineralización primaria.

## Historia

### De la Prehistoria a la Edad Antigua

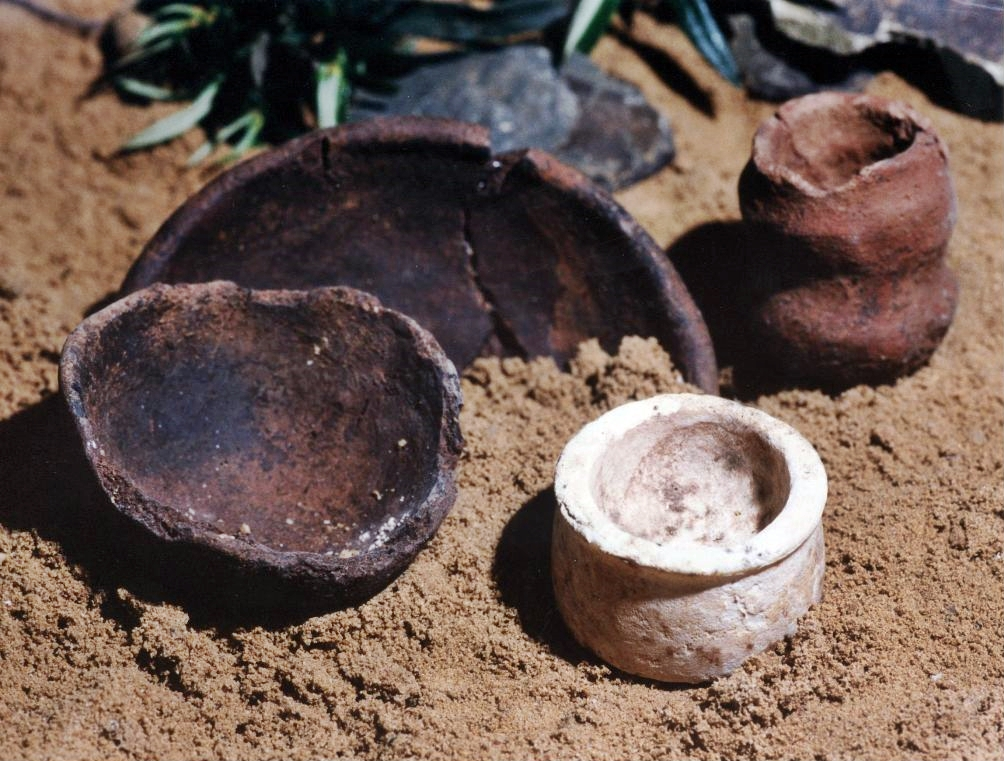
Piezas arqueológicas procedentes del yacimiento de Cabezo Juré.

Tradicionalmente los yacimientos mineros de Tharsis y La Zarza han ostentado la consideración de encontrarse entre los más antiguos del mundo. Existen evidencias arqueológicas que apuntan a que los recursos naturales ya eran explotados por el hombre al menos desde la Edad del Cobre. De hecho, el nombre de «Tharsis» se ha llegado a asociar frecuentemente con Tartessos, cuya cultura floreció al final de aquel período. En el asentamiento de Cabezo Juré, situado en el término municipal de Alosno, las excavaciones en época contemporánea han registrado la existencia de fundiciones prehistóricas de cobre. La producción metalúrgica de este período alcanzó su auge durante los siglos VI a. C. y V a. C., bajo el influjo del comercio de la península ibérica con los territorios del Mediterráneo oriental.
Bajo el dominio romano los yacimientos de la zona de Tharsis experimentaron una intensa explotación, en especial durante el período alto imperial. Si anteriormente las actividades mineras se habían centrado en el núcleo «orientalizante» de Filón Sur, en época augustea estas se extendieron hacia las masas de Esperanza, Filón Norte, Filón Centro y Sierra Bullones. Las labores llegaron a alcanzar un gran nivel técnico: se sabe que los romanos realizaban la extracción subterránea mediante labores de contramina, utilizando complejos sistemas de norias hidráulicas para así mover el agua en el interior de las galerías. Las condiciones de trabajo revestían una gran severidad para los mineros —esclavos en su mayoría— debido a factores como el polvo, la fuerte humedad, la escasa iluminación o las altas temperaturas. Los estudios contemporáneos de los escoriales romanos de la zona han indicado que la plata y el cobre fueron los metales de mayor producción durante esta etapa.
Los yacimientos de Tharsis habrían estado activos al menos hasta la crisis general del Bajo Imperio (ss. III-IV), abandonándose definitivamente su explotación hacia el inicio de la época visigoda. Las labores mineras emprendidas en esta área durante la Antigüedad fueron de una magnitud tal que dejaron una importante masa de escoriales y alteraron de forma considerable la fisonomía del territorio. Durante el siglo XIX numerosos ingenieros y geólogos visitaron los yacimientos de la faja pirítica ibérica, realizando estudios de las antiguas explotaciones. A raíz de dichas investigaciones se calculó la existencia de unos veinte millones de toneladas de escorias que se habrían generado durante la Edad Antigua, un 20 % de las cuales se encontraban ubicadas en la zona de Tharsis.

### Siglos de inactividad
Durante el siglo XVI se llegaron a realizar labores de exploración en los criaderos de la zona, pero no llegó a prosperar ninguna iniciativa. Se da la circunstancia de que la gran mayoría de explotaciones mineras de la faja pirítica ibérica se mantuvieron inactivas desde el final del período romano. Sería ya durante el siglo XIX cuando los yacimientos de la sierra de Alosno volvieron a ser visitados por ingenieros de minas tales como Fausto Elhuyar, Joaquín Ezquerra, Agustín Martínez Alcíbar o Luciano Escobar. Este último llegó a esbozar en 1850 un plan para la explotación de los yacimientos, proyecto que presentó a hombres de negocios de Cádiz, Huelva o Sevilla. Sin embargo, la iniciativa de Escobar no encontró apoyo financiero y acabaría siendo abandonada. Paralelamente, en esa época el capital extranjero también comenzó a mostrar interés por los yacimientos del Andévalo occidental, especialmente ante las dificultades que surgieron para adquirir al Estado las minas de Riotinto.

### Reactivación: la época dorada
La actividad de la cuenca minera se reactivaría de la mano del ingeniero francés Ernest Deligny, que mostró interés por la zona tras una visita a la sierra de Alosno y la ría de Huelva en febrero de 1853. Fue el propio Deligny el que  tomó la iniciativa de denominar al grupo principal de yacimientos como «minas de Tharsis», pues consideraba que estas debían recobrar el nombre que habían ostentado en la Antigüedad. Se emprendieron diversos trabajos de rehabilitación de las minas a través de la Compañía investigadora de Tharsis, que sería sucedida en 1855 por la francesa Compagnie des Mines de Cuivre de Huelva. La sociedad gala consiguió poner en explotación los yacimientos, teniendo en los industriales británicos el principal cliente para la producción minera de piritas, azufre, etc. Para 1858 en la zona de Tharsis se encontraban trabajando unos 2500 operarios, con una producción mensual de 9000 toneladas de mineral. Sin embargo, diversas dificultades y problemas económicos echaron al traste las actividades. Debido a ello, en 1866 los franceses alquilaron la explotación de las minas a la Tharsis Sulphur and Copper Company Limited mediante un acuerdo amistoso.
Durante el último tercio del siglo XIX y la primera mitad del siglo XX la explotación de los cotos mineros aumentó considerablemente, introduciéndose métodos modernos. Al poco de iniciar sus actividades en España la compañía británica también emprendió la construcción de una línea férrea, así como un muelle-embarcadero en el río Odiel para dar salida a los minerales extraídos. También se levantaron talleres, silos de mineral, central eléctrica, depósitos y viviendas, etc. En Corrales se habilitó una planta trituradora de mineral para gestionar la producción procedente de las explotaciones de Tharsis y La Zarza. Dentro de la cuenca estaban operativos otros yacimientos de cierta importancia, como la mina Lagunazo, que estuvo explotada por varias compañías hasta su cierre en 1902. Sobresalía igualmente la mina Perrunal, de carácter subterráneo. Operada en un principio por la compañía Tharsis, en 1899 sería adquirida por la Sociedad Francesa de Piritas de Huelva.
En los primeros tiempos se mantuvo el sistema tradicional de galerías subterráneas, si bien desde finales del siglo XIX comenzó a ponerse en marcha la extracción a cielo abierto, las llamadas «cortas». A medida que avanzaron los trabajos mineros se fueron articulando una serie de grandes explotaciones en la cuenca, entre las cuales destacarían Filón Sur, Filón Norte, Filón Centro, la Corta Sierra Bullones, la Corta Esperanza o la Corta de los Silos. Por otro lado, con el paso de los años las reservas de algunos yacimientos se agotaron, lo que llevaría al cese de actividad. Este fue el caso de la mina del Perrunal, que fue clausurada en 1969.
La expansión de las actividades mineras supuso la necesidad de contar con un mayor número de trabajadores, lo que a la larga llevaría a un cambio profundo en la demografía de la zona. En Alosno la población se incrementó de 3214 habitantes en el año 1850 a 12 045 en 1887. En Calañas ocurrió algo similar, pues se pasó de los 1872 habitantes que había el año 1850 a los 9644 en 1887. En este municipio se construyeron dos poblados obreros junto a los yacimientos de La Zarza y Perrunal. Dentro del término municipal de Alosno se levantó otro poblado, llamado Tharsis, para acoger a los trabajadores de las explotaciones. Así mismo, existió una pequeña colonia formada por los directivos e ingenieros de origen británico, los cuales se instalaron en el denominado Pueblo Nuevo de Tharsis.
En la década de 1970 el control de la cuenca minera pasó a manos del capital español tras un largo y complejo proceso de compra, constituyéndose para ello la Compañía Española de Minas de Tharsis. Para entonces la principal actividad de la zona se encontraba en torno a la Corta Filón Norte de Tharsis y el complejo de La Zarza. En el área de Filón Norte la extracción se realizaba a cielo abierto y tenía una producción anual de un millón de toneladas de mineral. Por su parte, en La Zarza se realizaban labores subterráneas, con una producción de unas 400 000 toneladas de mineral al año. Otro hecho reseñable de esta época fue que, a partir de entonces, una parte considerable de la pirita que se obtenía dejó de destinarse a la exportación y empezó a ser enviada a las plantas del nuevo Polo Químico de Huelva. Hacia comienzos de la década de 1980 las reservas de mineral de los yacimientos de Tharsis y La Zarza se calculaban en unos 120 millones de toneladas. Tras el cierre de la Corta Atalaya de Riotinto, en 1992, Tharsis quedó como la única mina onubense que producía pirita cruda.

### Etapa reciente
A partir de 1990 las minas de Tharsis atravesaron un profundo declive debido a la crisis que vivía el sector en esos años. Ya en 1991 cesó la actividad en La Zarza, cuyas instalaciones quedaron abandonadas. El muelle-embarcadero del Odiel fue cerrado al servicio en 1993, lo que puso fin a la exportación del mineral por vía marítima. Desde entonces la producción pirítica de Tharsis iría destinada casi exclusivamente a las instalaciones del Polo Químico de Huelva, donde se elaboraban desde ácido sulfúrico a fosfatos. La Compañía Española de Minas de Tharsis dejó de operar a finales de 1995 debido a los persistentes malos resultados económicos. Se constituyó entonces una sociedad anónima laboral, Nueva Tharsis, mediante la cual los trabajadores asumieron la gestión directa del negocio.
A finales del siglo XX la progresiva caída del precio del cobre en los mercados internacionales hizo inviable una explotación minera rentable, lo que se tradujo en numerosas pérdidas. Esta crisis acabó contribuyendo al cierre de la mayor parte de los yacimientos de Tharsis, proceso que culminó para el año 2001. En la Corta Filón Sur, la empresa Caledonia Mining mantuvo la extracción del gossan hasta 2002. Como resultado de este proceso, la línea férrea fue clausurada y semidesmantelada, mientras que las instalaciones de la cuenca quedaron abandonadas. En el plano social, el final de la que había constituido la principal actividad económica durante más de un siglo supuso un golpe para la población de la zona. La nueva situación llevó a que desde las instituciones públicas se impulsara una rehabilitación de las antiguas explotaciones de Tharsis con fines recreativos. Esta labor incluyó desde la construcción de senderos en torno a las cortas a cielo abierto a labores de reforestación en las antiguas escombreras. Otra iniciativa significativa fue el establecimiento en 2007 del museo minero de Tharsis, cuya colección incluye material ferroviario, y un extenso fondo documental.

## Patrimonio histórico-industrial

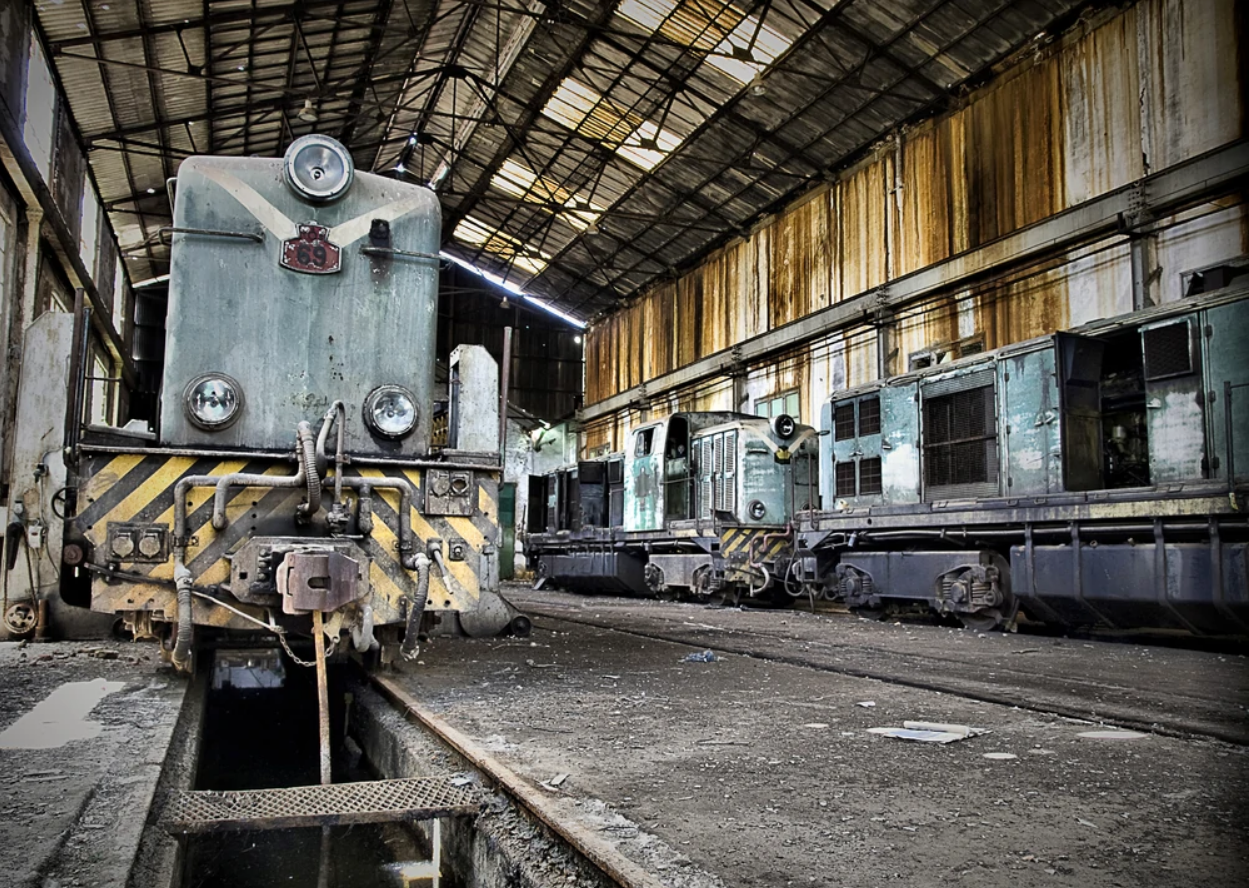
Cocheras-talleres de Tharsis, 2009.

Desde la reactivación de la cuenca en el siglo XIX se construyeron diversas instalaciones industriales ligadas a la extracción y tratamiento de los minerales: cargaderos, malacates, vías de tren, centrales eléctricas, oficinas, embalses, etc. En el área de FIlón Norte sobresalen algunas construcciones singulares, como el complejo de las cocheras, el silo-cargadero de mineral, la central térmica o una estación de ferrocarril provista de una espaciosa playa de vías. Junto a las explotaciones de Tharsis se llegó a levantar un pequeño asentamiento de carácter exclusivo en el que residían los técnicos y directivos británicos de la Tharsis Sulphur and Copper Company Limited. Así mismo, fueron construidos una serie de poblados obreros en los núcleos de Tharsis, La Zarza y Perrunal para acoger a los mineros y a sus familias.
Así mismo, en la zona de Tharsis se levantaron instalaciones como plazas de calcinación, fábricas, talleres o almacenes de mineral. Eventualmente, también se construirían sistemas de canaleos para la obtención de cobre por vía húmeda. El incremento de las actividades hidrometalúrgicas requirió una mayor necesidad de acceso al agua, un bien del cual no existían grandes reservas en la zona. A finales del siglo XIX la TOS construyó varios embalses en la cuenca: Grande, Pino y Puerto León. En la mina del Lagunazo también se levantó otro embalse de gran tamaño, que disponía de una presa de 14 metros de altitud y de un depósito de agua.
A partir del cese de las actividades mineras, en torno al año 2000, el patrimonio industrial de la zona entró progresivamente en un estado de ruina y abandono. Algunas instalaciones han sido desmontadas y otras se han visto afectadas por el expolio de sus piezas, como es el caso del ferrocarril. En la mina del Perrunal el desmantelamiento de patrimonio ha alcanzado unas cotas aún mayores. En junio de 2014 la administración autonómica inscribió a la cuenca minera de Tharsis-La Zarza en el catálogo general del Patrimonio Histórico Andaluz bajo la figura de Bien de Interés Cultural (BIC).

## Red ferroviaria

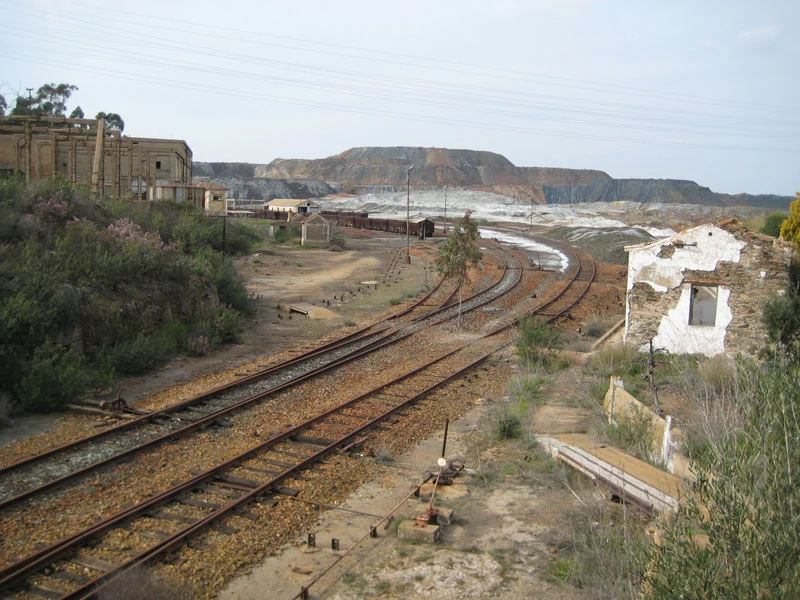
Playa de vías e instalaciones ferroviarias, estación de Tharsis.

Entre 1867 y 1870 los ingenieros de la Tharsis Sulphur and Copper Company Ltd construyeron el ferrocarril de Tharsis, cuyo trazado permitía el enlace de la cuenca minera con el mar a través de un muelle-embarcadero. Años después, en 1888, se añadió un ramal que enlazaba la vía general con la mina de La Zarza. Tras ello quedó constituida una red de vías, ramales y derivaciones que enlazaban entre sí los yacimientos e instalaciones industriales. En Tharsis llegó a articularse con los años un importante complejo ferroviario que disponía de depósito de locomotoras, talleres y una amplia de vías para la clasificación de los trenes mineros. Dentro de la cuenca también llegó a operar otro ferrocarril minero, construido en 1901, que enlazaba las instalaciones de la mina Perrunal con la línea Zafra-Huelva.